# Жалбаур
Жаубаур (карач.-балк. жау бауур, жау — жир, масло, бауур — печень) — национальное балкарское блюдо. Это шашлык из бараньей печени, обёрнутой в бараний сальник. 

## Приготовление
Печень следует очистить от сосудов и пленок, промыть холодной водой и не слишком мелко нарезать. Затем замариновать, обычно для этого посыпают солью и чёрным перцем, но также маринуют с использованием тузлука — айрана с солью, чесноком и чёрным молотым перцем.
Шампур должен быть не тонким, в идеале иметь по всей длине желобок, но подойдут и плоские, максимально широкие, чтобы нежные кусочки печени не разрывались и не переворачивались.
Нанизанную на шампур печень дважды оборачивают сальником — тонкой плёнкой внутреннего жира (можно каждый кусочек отдельно). Затем обвязывают ниткой. Иногда берут курдючный жир, нарезают его небольшими кусочками и надевают на шампур чередуя с печенью.
Блюдо томится над углями от 10 до 20 минут, в зависимости от размера кусочков, необходимо постоянно поворачивать шампуры. Как только жалбаур стал равномерно коричневым, пора снимать.
Едят непременно горячим, присыпав кольцами лука и слегка сбрызнув уксусом. Также, в качестве соуса можно использовать тузлук.